# Трасс, Райво Борисович
Райво Трасс (эст. Raivo Trass; 12 марта 1946, Таллин — 7 июня 2022) — советский и эстонский актёр, режиссёр. Главный режиссёр Пярнуского театра «Эндла». Снимался в советских, эстонских и совместных международных фильмах. Сотрудничал с Московским РАМТ.

## Фильмография

### Игровое
- 1966 — «Долг» (Võlg, Телевизионный). Роль: Энно.
- 1969 — «Семь дней Туйзу Таави». Роль: Олев.
- 1971 — «Последняя реликвия». Исторический.
- 1981 — 1982 — «Россия молодая» Исторический, Биографический. Роль: Якоб.
- 1983 — «Арабелла — дочь пирата» (Arabella, mereröövli tütar) (Приключения).
- 1985 — «Корабль пришельцев». Киноповесть. Роль: Арвид Палло.
- 1991 — «The Old Man Wants to Go Home» (Vana mees tahab koju). Драма. Роль: Альберт Вальтер.
- 1991 — «Пляска смерти» (Surmatants). Драма. Роль: Дитрих фон Катвийк (Diederek von Katwijk).
- 1996 — «Письма с востока» (Letters from the East). Детектив. Роль: фермер.
- 1999 — «Кошка сбрасывает хомут» (Kass kukub käppadele, Дания — Эстония). Фантастический триллер. Роль: Эрнесто.
- 2006 — «Георг» (Georg, Эстония - Россия). драма. Роль: директор театра.
- 2006 — «Визит пожилой дамы» (Vana daami visiit). Драма. Роль: градоначальник.

### Документальное
- 2004 — «Вечная реликвия» (Igavene reliikvia). Роль: Актёр.
- 2005 — «Зов Сердца: Инна Таарна» (Südame kutse. Inna Taarna). Играет себя.

## Спектакли

### Актёр
- «Идиот». Режиссёр — Режис Обадиа (Франция)

### Режиссёр
- «Forever» (РАМТ). Автор: Арни Ибсен (Breyti Árni Ibsen, Исландия). Премьера: 24 апреля 2004 г.